# Pădurea Târgu Mureș
Pădurea Târgu Mureș este o arie protejată (sit de importanță comunitară — SCI) din România, desemnată în scopul protejării biodiversității și menținerii într-o stare de conservare favorabilă a florei spontane și faunei sălbatice, precum și a habitatelor naturale de interes comunitar aflate în arealul zonei de protecție. Aceasta este întinsă pe o suprafață de 570,4 ha, integral pe uscat.

## Localizare
Centrul sitului Pădurea Târgu Mureș este situat la coordonatele 46°33′15″N 24°36′18″E / 46.554056°N 24.604975°E. Situl se întinde pe teritoriul administrativ al municipiului Târgu Mureș  din județul Mureș.

## Înființare
Situl Pădurea Târgu Mureș a fost declarat sit de importanță comunitară (ROCIC0342) în septembrie 2011 pentru a proteja 6 specii de animale.

## Biodiversitate
Situată în ecoregiunea continentală, aria protejată conține 1 habitat natural: Păduri de stejar și de carpen dacice.
La baza desemnării sitului se află mai multe specii protejate:
- amfibieni (3): izvoraș-cu-burta-galbenă (Bombina variegata), triton cu creastă (Triturus cristatus), tritonul comun transilvănean (Triturus vulgaris ampelensis)
- mamifere (1): liliac cărămiziu (Myotis emarginatus)
- nevertebrate (2): croitorul mare al stejarului (Cerambyx cerdo), rădașcă (Lucanus cervus)

Pe lângă speciile protejate, pe teritoriul sitului au mai fost identificate 4 specii de amfibieni, 7 specii de mamifere, 5 specii de reptile.